# Wexford
Wexford (în irlandeză Loch Garman, în yola Weiseforthe) este un oraș și reședința comitatului Wexford, Republica Irlanda.